# コリマ山

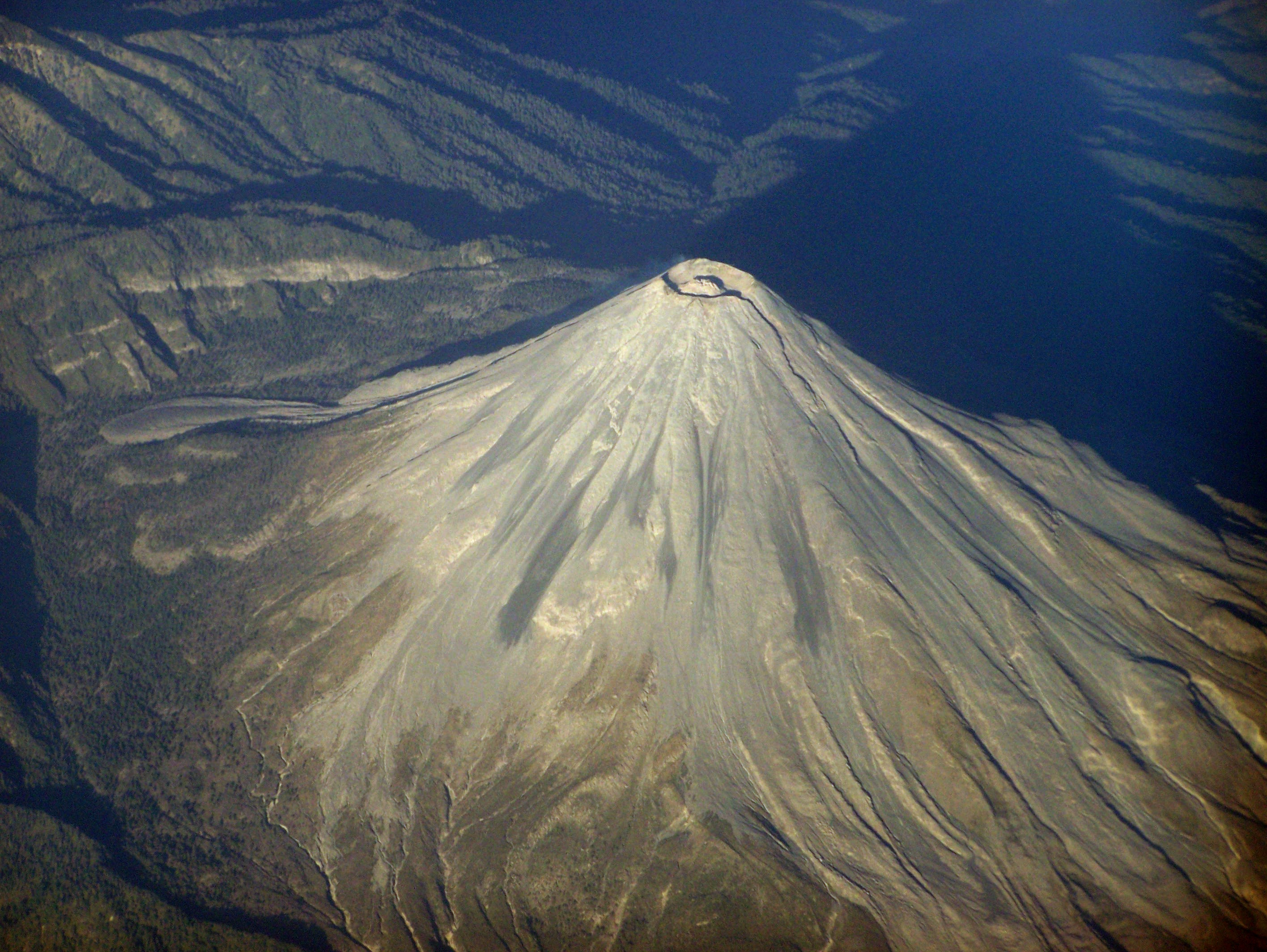
空撮

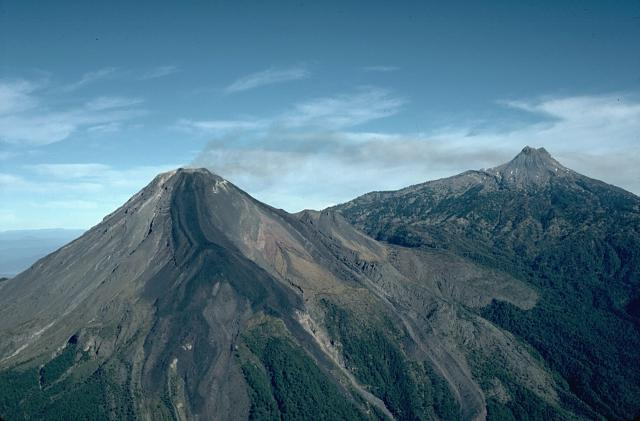
コリマ山とネバド・デ・コリマ山

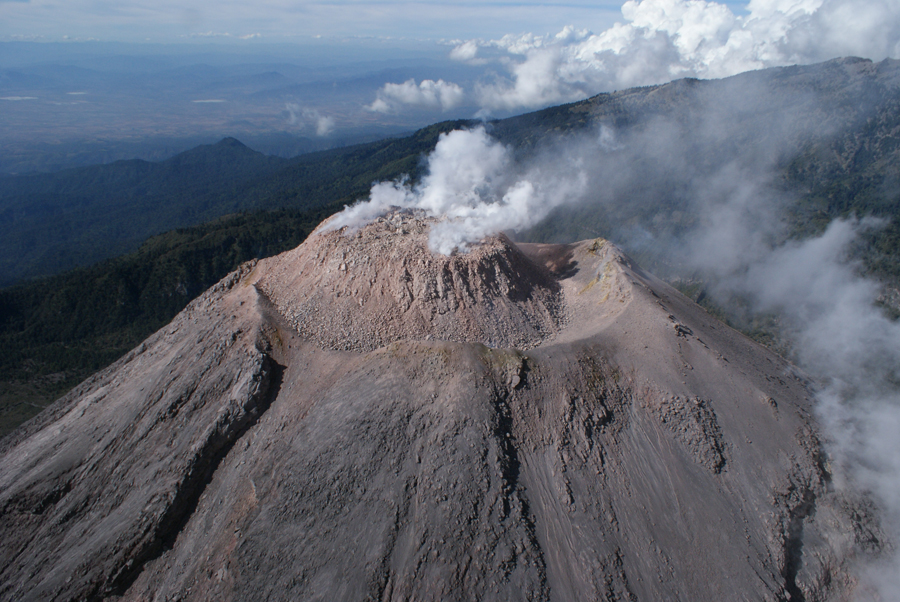
山頂にできた溶岩ドームから上がる噴気（2009年）

コリマ山（コリマさん、スペイン語: Volcán de Colima, または、Volcán de Fuego）はメキシコ・コリマ州にある活火山である。標高3,850m。
首都メキシコシティから西に500km離れた位置にある火山である。メキシコにある火山では最も活発とされ、頻繁に噴火を起こす。山頂に溶岩ドームがあるのが特徴。国際火山学地球内部化学会の防災十年火山に指定されていた。

## 噴火歴
1573年から1903年までに12回、噴火の記録があり、それ以降も噴火している。1806年の噴火 (VEI2?) では、2000人もの死者が出た。現在もかなり活発で、噴火によっては火砕流を伴うことがある。
- 1818年1月20日、この山として19世紀最大の大爆発、425km離れたSan Luis Potosi でも降灰。
- 1869年6月12日、爆発。初めて火砕流が記録される。
- 1913年1月20日、大爆発。北北西に725km離れたSaltilloでも降灰。
- 2015年
  - 1月22日、噴煙が高さ5000m以上に達し、500km以上離れたメキシコシティでも火山灰が観測された[3]。
  - 7月9日、活動が活発化。10日、一晩中火山灰や溶岩を上空4000メートルにまで噴き上げ、近隣住民80人以上が避難。また、火山から5kmの範囲を立ち入り禁止にした[4]。
  - 12月14日、3度にわたって爆発し、一時上空3000mまで噴煙が上がった[5]。

### 活動の年表
2010-2011年、1998-2008（1998-99、2002-03、2005、2007-08）年、1994年、1991年、1988-90年、1987年、1985-86年、1983?年、1977-82年、1975-76年、1973?年、1965-70年、1963-64年、1960-62年、1957-59年、1941?年、1913-31年、1908-09年、1904-06年、1903年、1893-1902年、1891-92年、1890年、1889-90年、1885-86年、1882-84年、1881年、1879-80年、1875-78年、1874年、1872-73年、1870-71年、1869年、1866-68年、1819年、1818年、1806-09年、1804年、1795年、1771年、1770年、1749年、1743年、1690年、1622年、1611-13年、1606年、1590年、1585年、1576年、1560年。